# Autostrada A535 (Niemcy)
Autostrada A535 (niem. Bundesautobahn 535 (BAB 535) także Autobahn 535 (A535)) – autostrada w Niemczech przebiegająca z północy na południe, łącząca autostradę A44 z autostradą A46 pomiędzy Velbertem a Wuppertalem w Nadrenii Północnej-Westfalii.
Autostrada przed 1. września 2007 była oznakowana jako B224.